# NTUPES FC
El National Taiwan University of Physical Education and Sport Football Club (en español: Universidad Nacional de Educación Física y Deporte de Taiwán Fútbol Club), conocido simplemente como NTUPES FC, es un equipo de fútbol de la República de China que juega en la city A-League, la primera división de fútbol en el país.

## Historia
Fue fundado el 12 de junio de 1961 en la capital Taiwán con el nombre Taiwan Provincial College of Physical Education y es el equipo que representa a la actual National Taiwan University of Physical Education and Sport, universidad de la República de China especializada en las ciencias de la salud.
El club ha cambiado de nombre en varias ocasiones luego de ser uno de los equipos fundadores de la desaparecida Liga de Fútbol Enterprise en 1983, los cuales han sido:
- 2008: Molten Tso I (Molten佐儀)
- 2008: Chia Cheng Hsin (家成興)
- 2009: Kaohsiung Yoedy (高市耀迪)[2]

También han cambiado de nombre en otras ocasiones, ya que su nombre actual lo tienen desde la temporada 2015/16 luego de que la universidad también ha cambiado de nombre en algunas ocasiones. El club ganó su primer y único título nacional en la temporada 2009.
A nivel internacional participó en la desaparecida Copa Presidente de la AFC 2010, donde fue eliminado en la primera ronda.

## Palmarés
- Intercity Football League: 1

2009

## Participación en competiciones de la AFC
| Temporada | Torneo                    | Ronda | Club              | Resultado |
| --------- | ------------------------- | ----- | ----------------- | --------- |
| 2010      | Copa Presidente de la AFC | 1     | FC Dordoi Bishkek | 0-5       |
| 2010      | Copa Presidente de la AFC | 1     | Abahani Limited   | 0-0       |
| 2010      | Copa Presidente de la AFC | 1     | New Road Team     | 3-4       |

## Jugadores

### Jugadores destacados
- Chia-Chun Chen
- Ruei Wang
- Ting-Yang Chen
- Mao Li
- Lin Chang-Iun
- Wu Chun-Ching